# Pavol Molnár
Pavol Molnár (ur. 13 lutego 1936 w Bratysławie, zm. 6 listopada 2021 tamże) – słowacki piłkarz. Grał w reprezentacji Czechosłowacji w piłce nożnej. W 20 meczach zdobył 3 gole.
Wystąpił na mistrzostwach świata w 1958 roku, gdzie grał w trzech meczach, i na mistrzostwach świata w 1962, gdzie zdobył srebrny medal.
Molnár grał w Slovanie Bratysława i później w Interze Bratysława.